# YIMBY
YIMBY é um acrônimo para "Yes, in my back yard" (sim, no meu quintal), um movimento pró-adensamento das cidades em contraste e oposição ao fenômeno NIMBY "Not in my back yard (não no meu quintal). A posição do YIMBY é de defesa do aumento da oferta de moradias nas grandes cidades, especialmente onde os custos com moradias alcançam valor inacessíveis. Os YIMBYs costumam buscar um rezoneamento que permitiria a construção de moradias mais densas ou a reforma de prédios obsoletos, tal como shoppings, em moradias. Ativistas YIMBYs também podem apoiar projetos de interesse público, tal como investimentos em energia limpa ou transporte alternativo.
O movimento YIMBY tem apoiadores em todo o espectro político, desde a esquerda, com a justificativa que a produção de novas moradias é uma questão de justiça social aos defensores do livre mercado liberais e libertários, que entendem que o fornecimento de moradias não deveria ser regulamentado, ou ao menos excessiva e perniciosamente regulamentado, pelo governo. YIMBYs argumentam que as cidades podem se tornar cada vez mais baratas e acessíveis através do aproveitamento para construção de espaços ociosos de determinadas habitações (tal como a construção acima de lajes, edículas e demais formas de "puxadinhos")  e que as emissões de gases de efeito estufa, que contribuem para o aquecimento global, seriam reduzidas em cidades mais densas.

## História
Um ensaio de 1993 publicado no Journal of the American Planning Association intitulado "Planners 'Alchemy, Transforming NIMBY to YIMBY: Rethinking NIMBY" fez uso da expressão YIMBY 'em referência geral a desenvolvimento, não apenas desenvolvimento habitacional.
A posição YIMBY pró-habitação emergiu em locais que experimentavam preços de habitação cada vez mais inacessíveis. O Guardian disse que esse movimento começou na área da baía de São Francisco na década de 2010 devido aos altos custos de habitação, resultantes da indústria de tecnologia local adicionando muito mais empregos à região do que o número de unidades habitacionais construídas no mesmo período.

## Debate político
Grupos na Califórnia freqüentemente se opõem ao movimento, apontando que são financiados pelo Vale do Silício e por um eleitorado mais jovem e mais branco. Ao mesmo tempo, incorporadoras de moradias populares e grupos ambientais endossaram as políticas do YIMBY, enquanto os proprietários de residências do suburbio se opuseram às mudanças no zoneamento unifamiliar.
Os YIMBYs defendem moradias a preços de mercado e dizem que isso é essencial para a viabilidade do desenvolvimento da cidade. Argumentam também que isso criaria uma oferta de moradias que baixaria os preços ao satisfazer a demanda. Aqueles que se opõem dizem que adicionar moradias ao preço de mercado em vez de moradias populares subsidiadas pode piorar a acessibilidade de moradias para pessoas de baixa e média renda por meio do processo de "seleção", em que recém-chegados de alta renda habitam a recém-construída habitação. Os YIMBYs dizem que os empreendimentos a preços de mercado (incluindo empreendimentos de luxo) acabarão resultando em moradias populares, já que os residentes ricos existentes ocuparão essas novas unidades desocupando moradias menos desejáveis em um processo denominado "filtragem".
YIMBYs dizem que seus opositores obstruem o desenvolvimento em defesa do status quo, do qual somente eles se beneficiam. Os oponentes argumentam que as organizações YIMBY defendem interesses especiais. Tanto os YIMBYs quanto seus opositores citam as preocupações com o meio ambiente, a qualidade de vida e a justiça social como razões para defenderem seus posicionamentos. Alguns jornalistas argumentam que as posições YIMBY e NIMBY são independentes do espectro político esquerda-direita  Alguns os estudiosos afirmam que o debate de NIMBY contra YIMBY é uma falsa dicotomia.

## Pesquisa acadêmica
A pesquisa acadêmica produziu alguns resultados generalizáveis sobre os efeitos da verticalização e do adensamento e quais seriam as prescrições políticas mais eficazes para ajudar os trabalhadores de baixa renda nas grandes cidades. No entanto, alguns estudiosos afirmam que mais pesquisas são necessárias para determinar os efeitos totais de tais medidas na redução de custos para todos os níveis de renda.

### Zoneamento Inclusivo
O California Legislative Analyst's Office (LAO) (Gabinete de Análise Legislativa da Califórnia) relatou que os locais da Califórnia que construíram mais moradias tiveram um aumento mais lento nos valores dos aluguéis para as famílias pobres.

### Oferta de habitação e preços
Estudos mostram que regulamentos rígidos proibindo o adensamento e a verticalização reduzem a oferta de moradias e aumentam o preço das casas e dos terrenos.

### "Filtragem"
O upzoning (rezoneamento que permite maior adensamento) pode não gerar a construção imediata de moradias e pode até piorar os preços: um estudo de Yonah Freemark publicado na Urban Affairs Review em 2019 descobriu que o rezoneamento para desenvolvimento mais denso perto de estações em Chicago levou a um aumento especulativo nos valores das propriedades e a nenhuma construção adicional após um período de cinco anos. Em comentário posterior, Freemark disse que os resultados foram mal interpretados como prova de que o tais medidas sempre aumentariam os preços das casas. Ele disse que o estudo poderia descrever os efeitos da medida, não os efeitos de novas construções possibilitadas pela medida, e que os requisitos de acesso mais barato (zoneamento inclusivo) poderiam ser incluídos nas regulações. Freemark também disse que as descobertas para Chicago, não eram necessariamente são generalizáveis para outras regiões e concluiu que seu estudo não provou nem refutou que aumentos na densidade habitacional melhoram a acessibilidade.
Outro estudo publicado na Urban Studies em 2006 observou as tendências de preços nas cidades canadenses e notou quedas muito lentas de preços para habitações mais antigas ao longo de um período de décadas; o autor concluiu que moradias recém-construídas não se tornariam acessíveis em um futuro próximo, o que significa que a filtragem não era um método viável para produzir moradias populares, especialmente nas cidades mais caras.

### Zoneamento
Em um artigo da 2020 Urban Studies, Michael Storper e Rodriguez-Pose argumentam "que não há evidências claras e incontestáveis de que a regulamentação da habitação é a principal fonte de diferenças na disponibilidade ou nos preços das casas nas cidades". O artigo foi amplamente criticado por outros estudiosos que dizem que Storper e Rodriguez-Pose montaram um espantalho (que a verticalização por si só erradicaria a desigualdade), e que o artigo "ignora grande parte da pesquisa sobre o assunto, distorce ou falha em entender a pesquisa que ele próprio cita, apresenta análises enganosas e simplificadas e apresenta um argumento que é internamente inconsistente".

### Segregação racial
Diversas pesquisas mostram que os regulamentos rígidos de zoneamento contribuíram e ainda contribuem para a segregação racial na habitação dos Estados Unidos. Pesquisas demonstram que há regulamentações rígidas nos bairros ocupados por brancos e que os brancos são mais propensos a apoiar essas regulamentações.

### Economia
Um estudo de 2019 por Chang-Tai Hsieh e Enrico Moretti no American Economic Journal concluiu que o relaxamento das regulamentações contrárias ao adensamento poderia levar a enormes ganhos de produtividade. O estudo estimou que os regulamentos rígidos "reduziram o crescimento agregado dos Estados Unidos em 36 por cento de 1964 a 2009."

## Exemplos

### Canadá
Em Toronto, Canadá, um movimento denominado YIMBY foi estabelecido em 2006 por membros da comunidade em resposta a propostas de desenvolvimento na área de West Queen West, e um festival YIMBY, lançado naquele mesmo ano, tem sido realizado anualmente desde então. O organizador do festival afirmou que "YIMBYism é uma mentalidade da comunidade que está aberta à mudança e ao desenvolvimento."

### Suécia
Yimby é uma rede de partidos políticos independentes fundada em Estocolmo em 2007, que defende o desenvolvimento físico, o adensamento e a promoção do ambiente urbano. Possui filiais em Estocolmo, Gotemburgo e Uppsala. O grupo acredita que o PBL (Planos e Construções Act, a partir de 1987) é um dos principais obstáculos para qualquer nova construção, e deve ser eliminado ou drasticamente reformulado.

### Reino Unido
O London YIMBY foi criado em 2016, publicando seu primeiro relatório com o Adam Smith Institute em 2017 e recebendo cobertura da imprensa nacional. Seus membros defendem uma política denominada 'Better Streets' (Melhores Ruas). Essa proposta permitiria que os moradores de ruas individuais votassem por uma maioria de dois terços para escolher a regulamentação de novas construções e permitir extensões ou a substituição de edifícios de até cinco ou seis andares, permitindo que casas suburbanas sejam gradualmente substituídas por blocos de mansões. Esta política emblemática alcançou certo grau de reconhecimento, sendo endossada pelo ex-parlamentar liberal democrata Sam Gyimah e pelo líder da Câmara dos Comuns, Jacob Rees-Mogg.
Outros grupos YIMBY foram criados em bairros de Londres e em cidades que sofrem de carências habitacionais semelhantes, como Brighton, Bristol e Edimburgo.
Membros do movimento YIMBY britânico têm criticado as organizações de planejamento estabelecidas, como a Town and Country Planning Association e a Campaign to Protect Rural England, acusando-os de defender políticas que pioram o déficit habitacional na Grã-Bretanha.

### Estados Unidos

#### Califórnia
Desde 2014, em resposta à crise de acessibilidade de moradias na Califórnia, vários grupos YIMBY foram criados na área da baía de São Francisco. Esses grupos têm feito lobby em nível municipal e estadual para aumentar a construção de moradias em todos os níveis de preços, bem como usando o Housing Accountability Act da Califórnia (a "lei anti-NIMBY") para processar as cidades quando tentam bloquear ou reduzir o tamanho do conjunto habitacional.  O New York Times explicou sobre o movimento YIMBY que: "seus membros querem que São Francisco e seus subúrbios construam mais de todos os tipos de habitação. Mais moradias a preços acessíveis subsidiados, mais aluguéis a preços de mercado e também mais condomínios de alto padrão. "
De 2018 a 2020, o grupo de lobby California YIMBY juntou-se a mais de 100 executivos da indústria de tecnologia da de São Francisco para apoiar os projetos de lei 827 e 50 do senador Scott Wiener. Os projetos foram reprovados no Senado estadual após várias tentativas de aprovação.    California YIMBY recebeu $ 100mil dólares do CEO do Yelp, Jeremy Stoppelman, 1 milhão de dólares dos empreendedores irlandeses John e Patrick Collison por meio de sua empresa, Stripe, e 500 mil dólares arrecadados pelo CEO da Pantheon Zach Rosen e pelo CEO do GitHub Nat Friedman.
Os grupos YIMBY na Califórnia apoiaram o esforço de eliminar as proteções da Proposta 13 para propriedades comerciais e estão apoiando a medida eleitoral conhecida como Proposta 15, que implementaria essa mudança. Essa mudança poderia incentivar os governos locais a aprovar o desenvolvimento de propriedades comerciais ao invés do desenvolvimento residencial e não forneceria financiamento a moradias populares.

#### Massachusetts
Desde 2012, vários grupos YIMBY foram estabelecidos na área metropolitana de Boston. Um grupo argumenta que "... mais desenvolvimento de moradias inteligentes é a única maneira de reter uma classe média em cidades caras como Boston e Cambridge."

#### Nova Iorque
Em 2011, um site de notícias YIMBY foi criado tendo por foco a cidade de Nova York.  Em uma entrevista ao Politico, o criador afirmou: "O problema nesta cidade é o zoneamento, não o desenvolvimento. Acho que as pessoas realmente não entendem isso."  Vários grupos YIMBY também foram criados na cidade de Nova York; de acordo com um organizador: "Em áreas de grandes oportunidades onde as pessoas realmente querem viver, os ricos, em sua maioria residentes brancos, são capazes de usar seu poder político para impedir a construção de basicamente qualquer coisa", acrescentando que comunidades de baixa renda não compartilham essa capacidade de manter o desenvolvimento sob controle: "Pensamos que a parcela desproporcional do fardo do crescimento foi suportada por bairros industriais, de baixa renda e de minorias por muito tempo." 

### Brasil
No Brasil ainda é incipiente o ativismo autodeclarado YIMBY ou de qualquer oposição ao NIMBY.
Podemos observar que o fenômeno do NIMBY ocorre no Brasil em diversos bairros privilegiados habitados pela elite: nos Jardins, em São Paulo, no Leblon, no Rio de Janeiro, no Setor Sul, em Goiânia, no Santa Monica, em Florianópolis, no Santa Tereza, em Belo Horizonte, entre outros.

### Globalmente
Em setembro de 2018, a terceira conferência anual Yes In My Backyard, chamada "YIMBYTown" ocorreu em Boston, hospedada pela comunidade YIMBY daquela área.  A primeira conferência YIMBY foi realizada em 2016 em Boulder, Colorado  e hospedada por um grupo que incluía o ex-prefeito de Boulder, que comentou que: "É mais claro do que nunca que se realmente nos preocupamos em resolver grandes questões nacionais como a desigualdade e as mudanças climáticas, enfrentando a falta de moradias em áreas urbanas prósperas, causadas em grande parte por restrições de zoneamento locais, são fundamentais. "  A segunda conferência anual foi realizada na cidade de Oakland, Califórnia, na área da baía de São Francisco.  Essas conferências atraíram participantes dos Estados Unidos, bem como alguns do Canadá, Inglaterra, Austrália e outros países.  